# Lago Munk
O lago Munk (em sueco:  Munksjön) é um lago da província histórica da Småland, no Sul da Suécia. Está localizado no meio da cidade de Jönköping, pertencente à comuna de Jönköping, no condado de Jönköping. tem uma área de 0,842 km², uma profundidade máxima de 20,4 m, e está situado a 88 m acima do nível do mar.